# Herbert Appel
Herbert Hans Karl August Appel (* 28. März 1907 in Spantekow bei Anklam, Pommern; † 1993) war ein deutsch-chilenischer Chemiker.

## Leben und Tätigkeit
Appel war ein Sohn des Arztes Hans Appel und seiner Ehefrau Margarete, geb. Appel. Von Ostern 1916 bis Ostern 1925 besuchte er das Humanistische Gymnasium in Anklam. Anschließend arbeitete er zwei Jahre als Apothekerpraktikant in Anklam und ein Jahr als Apothekerassistent in Köln. 
Vom Sommersemester 1928 bis zum Wintersemester 1929/30 studierte er an der Universität Greifswald Chemie und Pharmazie. Im Sommersemester legte er das erste und im Wintersemester 1929/30 das zweite Verbandsexamen ab. Im Sommersemester 1930 bestand er die pharmazeutische Staatsprüfung und ging dann nach Leipzig, wo er unter Aufsicht von Burckhardt Helferich seine Dissertation über Fermentwirkungen des Emulsins anfertigte.
Aufgrund seiner jüdischen Abstammung verließ er Deutschland 1933. Er ging zunächst in die Schweiz und dann nach Birmingham in Großbritannien.
1937 übersiedelte Appel nach Chile, wo er eine Stellung als Dozent an der Technischen Universität Federico Santa Maria erhielt. Hier verblieb er mehr als vierzig Jahre, bis zu seiner Pensionierung 1981. Neben seinen Forschungs- und Lehrverpflichtungen nahm er auch Verwaltungsfunktionen wahr, so als Dekan der Fakultät für Chemie (1944–1960) und Direktor der Graduate School (1960–1963). Zudem war er Mitglied der Akademie der Wissenschaften von Chile und der chilenischen Chemical Society.
1970 wurde Appel mit dem Chilenischen Nationalpreis für Wissenschaften (Premio Nacional de Ciencias de Chile) ausgezeichnet.
1981 ging Appel in den Ruhestand, den er in Viña del Mar verbrachte.

## Schriften
- Zur Kenntnis der Fermentwirkungen des Emulsins, 1932. (Dissertation)